# Alice Winocour
Alice Winocour (Parigi, 13 gennaio 1976) è una regista e sceneggiatrice francese.

## Filmografia
Regista e sceneggiatrice
- Kitchen (2005) - cortometraggio
- Magic Paris (2007) - cortometraggio
- Pina Colada (2009) - cortometraggio
- Augustine (2012)
- Disorder - La guardia del corpo (Maryland) (2015)
- Proxima (2019)
- Riabbracciare Parigi (Revoir Paris) (2022)

Sceneggiatrice
- Orphée (2003) - cortometraggio; anche attrice
- Home (2008) - collaboratrice
- Ordinary People (2009) - collaboratrice
- Mustang (2015)

## Premi
- Premi César
  - 2016: migliore sceneggiatura originale (con Deniz Gamze Ergüven per Mustang)
- Camerimage
  - 2013: miglior debutto alla regia (per Augustine)
- San Sebastián International Film Festival
  - 2019: premio speciale della giuria, menzione speciale della giuria e SIGNIS Award (per Proxima)
- Film Festival di Stoccolma
  - 2015: miglior sceneggiatura (con Deniz Gamze Ergüven per Mustang)
- Toronto International Film Festival
  - 2019: Platform Prize - Honorable Mention (per Proxima)